# Rhaphidophora australasica
Rhaphidophora australasica là một loài thực vật có hoa trong họ Ráy (Araceae). Loài này được F.M.Bailey miêu tả khoa học đầu tiên năm 1897.